# Skutholmen (vid Ulkoluoto, Salo)
Skutholmen är en ö i Finland.   Den ligger i kommunen Salo i den ekonomiska regionen  Salo och landskapet Egentliga Finland, i den södra delen av landet, 120 km väster om huvudstaden Helsingfors.
Skutholmen ligger söder om den större ön Grytholmen och sitter ihop med den intilliggande ön Killholmen med en smal stenbrygga.